# 基准物质
分析化学中，基准物质是定量分析的参考物质，通过准确称量可直接确定其物种物质的量。基准物质应符合以下要求：
1. 高纯度；
2. 性质稳定；
3. 不易吸湿或潮解；
4. 分子量较高，从而称量的相对误差较小。[1]
5. 无毒
6. 相对廉价

(最后两项不如前几项重要)

## 例子
援引欧洲药典（5, ch. 4.2）的标准步骤，部分常用基准物质列举如下：
- 三氧化二砷，配制偏亚砷酸钠溶液，用于标定高碘酸钠溶液。(Ph. Eur. 3, Appendix 2001，之前也是标定碘标准溶液以及硫酸鈰(IV)标准溶液的基准物质，Ph. Eur. 4, 2002开始，由硫代硫酸钠标定)
- 苯甲酸，用于非水碱溶液的标定。例如氢氧化钠、氢氧化钾、季铵碱乙醇溶液；碱金属甲醇盐的甲醇溶液等。
- 溴酸钾 (KBrO3)， 标定硫代硫酸钠标准溶液。
- 邻苯二甲酸氢钾 (KHP)，标定碱标准溶液，也用于标定高氯酸的乙酸溶液。
- 碳酸钠，标定酸标准溶液，例如盐酸、硫酸、硝酸。但不用来标定乙酸，因其酸性弱。
- 氯化钠，标定硝酸银溶液。
- 对氨基苯磺酸，标定亚硝酸钠溶液。
- 锌片或锌粉，用硫酸或盐酸溶解后，标定EDTA溶液。

总之，这些基准物质或直接用来配制一定浓度的标准溶液，或用来确定工作标准溶液的浓度。